# Femtómetro

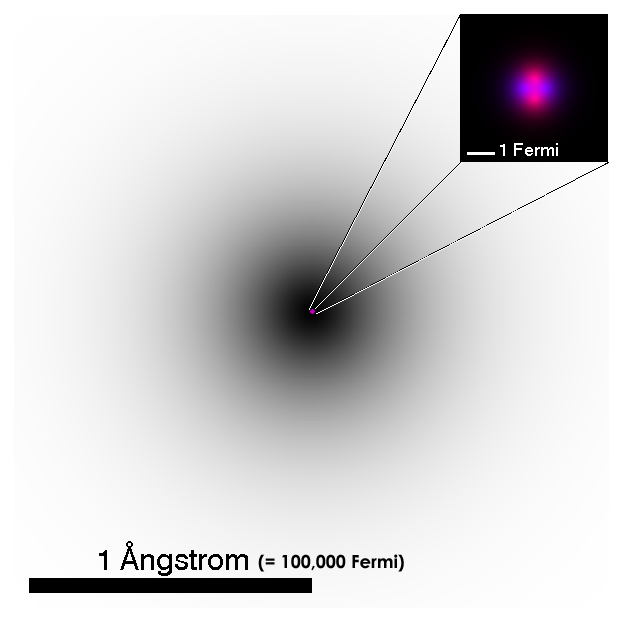
La unidad de longitud fermi se usa por ejemplo para medir la longitud de un átomo de Helio.

El femtómetro, también llamado fermi, en honor al físico Enrico Fermi,
es la unidad de longitud que equivale a una milbillónesima (1/1 000 000 000 000 000) parte del metro. Se abrevia fm.
Un fermi equivale a  1×10−15 m, y a una cienmilésima parte de un ángstrom (Å), que es una distancia próxima al radio de un átomo (1,25 Å para el aluminio).
Es usado en las medidas del núcleo atómico. Los neutrones y protones tienen alrededor de 0,833 ± 0,010 fm de radio. Los electrones no muestran tamaño por debajo de resoluciones de 10−3 fermis (10−8 Å).